# Intérprete de emociones
Intérprete de emociones (en inglés: Interpreter of Maladies, literalmente: Intérprete de enfermedades) es una colección de nueve cuentos de la autora estadounidense de origen indio Jhumpa Lahiri publicados en 1999. Ganó el Premio Pulitzer de Ficción  y el Premio Fundación Hemingway/PEN en el año 2000  y ha vendido más de 15 millones de copias en todo el mundo.  También fue elegido como el mejor debut del año por The New Yorker  y está en la lista de los diez mejores libros de Oprah Winfrey. 
Las historias tratan sobre las vidas de los indios y los indígenas americanos que están atrapados entre sus raíces y el Nuevo Mundo.

## Contenido
| Cuento                                | Publicado originalmente en |
| ------------------------------------- | -------------------------- |
| Una medida temporal                   | The New Yorker             |
| Cuando el señor Pirzada venía a cenar | The Louisville Review      |
| Intérprete de emociones               | Agni Review                |
| Un durwar de verdad                   | Harvard Review             |
| Sexy                                  | The New Yorker             |
| La casa de la señora Sen              | Salamander                 |
| Esta casa está bendecida              | Epoch                      |
| El tratamiento de Bibi Haldar         | Story Quarterly            |
| El tercer y último continente         | The New Yorker             |

## Trama

### Una medida temporal
Un matrimonio, Shukumar y Shoba, viven como extraños en su casa hasta que un corte de electricidad los une y de repente "pueden volver a hablar entre ellos" durante las cuatro noches de oscuridad. Desde el punto de vista de Shukumar, se dan fragmentos de recuerdos que poco a poco dan una idea de lo que ha causado el distanciamiento del matrimonio. Por un breve momento, parece que la distancia no es más que el resultado de un desacuerdo, sin embargo, las descripciones del cambio de apariencia física de Shukumar y Shoba comienzan a insinuar algo mucho más que una pelea de amantes. Pronto se descubre que la apariencia desgastada de ambos personajes es el resultado de su conflicto emocional interno que ha causado una alienación tan profundamente entretejida entre ellos.
El hombre y la mujer sufren por su bebé que nació muerto. Esta pérdida traumática arroja un tono de melancolía durante el resto de la historia. Sin embargo, hay cierta esperanza de que la pareja se reconecte, ya que durante cada noche de oscuridad, se confiesan más y más cosas que nunca fueron dichas antes. Una copa nocturna con un amigo, una foto arrancada de una revista y la angustia por un chaleco son confesiones que se hacen en los apagones nocturnos. Shukumar y Shoba se vuelven más cercanos a medida que los secretos se combinan en un conocimiento que parece el remedio para reparar la enorme pérdida que comparten. En la cuarta noche, se plantea una cierta esperanza en su reconexión cuando "hacen el amor con una desesperación que habían olvidado". 
Pero así como nacer muerto es no haber comenzado nunca la vida, también el esfuerzo de la pareja por reavivar su matrimonio fracasa. En plena confianza mutua, reconocen la final pérdida de su matrimonio y "Lloran por las cosas que ahora sabían". 

### Cuando el señor Pirzada venía a cenar
El Sr. Pirzada es profesor de botánica de Daca y vivirá en Nueva Inglaterra durante un año después de recibir una beca de investigación del gobierno paquistaní. Ha dejado atrás a su esposa y a sus siete hijas, con quienes no se ha contactado desde hace meses. Debido a que su subvención no le proporciona mucho para las provisiones diarias, habitualmente visita a Lilia, de diez años, y a su familia para cenar, y a menudo les lleva dulces. Cuando Lilia se refiere erróneamente al Sr. Pirzada como "indio" ante sus padres en privado, su padre le dice que es paquistaní, lo que resulta desconcertante para Lilia porque se parece a sus padres, come las mismas cosas y habla bengalí como ellos. Sin embargo, las constantes noticias televisivas sobre la guerra de liberación de Bangladés le informan sobre las diferencias del Sr. Pirzada, así como sobre su difícil situación actual. Por eso, una noche decide comerse los dulces que él le regala, rezar y renunciar a lavarse los dientes para que la magia del dulce a través de la oración permanezca. También hace todo lo posible por aprender todo lo posible sobre Pakistán en la biblioteca de su escuela. Su curiosidad se ve atrofiada cuando su profesor le dice que "no hay motivo para consultar" el libro sobre Pakistán.
A finales de octubre, su madre compra una calabaza grande, que Lilia insiste en tallar. El Sr. Pirzada ofrece su ayuda y termina haciendo la mayor parte del corte. Cuando se transmite la noticia de una posible guerra entre India y Pakistán Occidental por Pakistán Oriental, el cuchillo se desliza de la mano del Sr. Pirzada y forma una "O" como la boca de la calabaza. Durante Halloween, cuando Lilia y su amiga Dora van a pedir dulces disfrazadas de brujas, el Sr. Pirzada insiste en acompañarlas por motivos de seguridad. Lilia responde "no te preocupes" y pronto se da cuenta de la ironía de su afirmación. El señor Pirzada responde "si la señora insiste" y se queda a pasar la noche con los padres de Lilia.
Durante el paseo de Lilia y Dora por el barrio, Dora pregunta por qué el señor Pirzada quería acompañarlas con tanta urgencia. Lilia remarca que “sus hijas están desaparecidas”, lo que le provoca una gran culpa al decirlo. Lilia luego intenta justificarle a Dora que se equivocó hace un momento y que en realidad las hijas del señor Pirzada están bien. Esa noche, al regresar a casa, se entera de la inminente guerra entre India y Pakistán y cuando esta ocurre en diciembre, su hogar se ve privado de alegría. Después del nuevo año, el Sr. Pirzada regresa a su hogar en la nueva nación: Bangladés. Poco después, cuando envía fotografías de él y de todas sus hijas, Lilia y su familia se sienten aliviados. Lilia revela que había estado comiendo los dulces de Halloween y orando por él todos los días, pero cuando recibió la buena noticia, dejó de hacerlo y finalmente decidió tirar los dulces.

### Intérprete de emociones
El Sr. y la Sra. Das, indios americanos que visitan el país de sus ancestros, contratan a un guía turístico de mediana edad, el Sr. Kapasi, como conductor durante el día de gira. Kapasi nota la inmadurez de ambos, quienes parecen y actúan como jóvenes hasta el punto de ser infantiles, utilizan sus nombres de pila cuando hablan con sus hijos, Ronny, Bobby y Tina, y parecen egoístamente indiferentes hacia los niños. En su viaje, cuando su esposo y sus hijos salen del auto para hacer turismo, la Sra. Das se sienta en el auto, come bocadillos que no ofrece a nadie más, usa sus gafas de sol como barrera y se pinta las uñas. Cuando Tina le pide que también le pinte las uñas, la señora Das se da vuelta y rechaza a su hija.
El señor y la señora Das preguntan al bondadoso señor Kapasi sobre su trabajo como guía turístico, y él les cuenta sobre su trabajo entre semana como intérprete en el consultorio de un médico. A la esposa del Sr. Kapasi le molesta el trabajo de su marido porque él lo hace en la clínica del médico que anteriormente no logró curar a su hijo de la fiebre tifoidea. Ella menosprecia su trabajo y él también desestima la importancia de su ocupación como un desperdicio de sus habilidades lingüísticas. Sin embargo, la señora Das lo considera "romántico" y una gran responsabilidad, señalando que la salud de los pacientes depende de la interpretación correcta que haga el señor Kapasi de sus enfermedades.
El señor Kapasi comienza a desarrollar un interés romántico por la señora Das y mantiene una conversación privada con ella durante el viaje. Kapasi imagina una correspondencia futura con la señora Das, imaginándolos construyendo una relación para traducir la brecha transcontinental entre ellos. Sin embargo, la señora Das revela un secreto: le cuenta al señor Kapasi la historia de una aventura que tuvo una vez y que su hijo Bobby había nacido de su adulterio. Ella explica que decidió decírselo al Sr. Kapasi por su profesión; espera que él pueda interpretar sus sentimientos y hacerla sentir mejor como lo hace con sus pacientes, traduciendo sin juzgar. Sin embargo, cuando el Sr. Kapasi revela su decepción hacia ella y señala su culpa, la Sra. Das se marcha sin hacer un comentario.
Mientras la señora Das se aleja hacia su familia, deja un rastro de migas de arroz inflado y los monos comienzan a seguirla. Los negligentes padres de Das no se dan cuenta de que los monos, siguiendo el rastro de comida de la señora Das, rodean a su hijo, Bobby. Los monos comienzan a atacar a Bobby y el Sr. Kapasi se apresura a salvarlo.

### Un durwar de verdad
Boori Ma es una débil mujer de 64 años, deportada a Calcuta, que trabaja como barredora de escaleras, o durwan, de un antiguo edificio de ladrillo. A cambio de sus servicios, los residentes permiten que Boori Ma duerma frente a las puertas plegables que conducen al edificio. Mientras barre, narra historias de su pasado: la extravagante boda de su hija, sus sirvientes, su patrimonio y sus riquezas. Los residentes del edificio de ladrillo escuchan continuas contradicciones en la narración de Boori, pero sus historias son seductoras y convincentes, por lo que dejan pasar sus contradicciones. A una familia en particular, los Dalal, le gusta Boori. La Sra. Dalal a menudo le da comida y se ocupa de sus dolencias. Cuando el Sr. Dalal consigue un ascenso en el trabajo, mejora el edificio de ladrillo instalando un fregadero en el hueco de la escalera y un fregadero en su casa. Los Dalal continúan mejorando su hogar e incluso se van de viaje a Simla durante diez días y prometen llevarle a Boori Ma una manta de pelo de oveja. Mientras los Dalal están fuera, los demás residentes se obsesionan con realizar sus propias mejoras en el edificio. Boori Ma incluso gasta los ahorros de toda su vida en obsequios especiales mientras recorre el vecindario. Sin embargo, mientras Boori Ma sale una tarde, le roban el lavabo de la escalera. Los residentes acusan a Boori Ma de haber informado a los ladrones y de negligencia en su trabajo. Cuando Boori Ma protesta, los residentes continúan acusándola por todas sus historias anteriores inconsistentes. La obsesión de los residentes por materializar el edificio atenuó su atención hacia los miembros restantes de su comunidad, como Boori Ma. La historia concluye cuando los residentes tiran las pertenencias de Boori Ma y comienzan la búsqueda de un "verdadero durwan".

### Sexy
“Sexy” se centra en Miranda, una joven blanca que tiene una aventura con un indio casado llamado Dev. Aunque una de las amigas de trabajo de Miranda es una mujer india llamada Laxmi, Miranda sabe muy poco sobre la India y su cultura. La primera vez que conoce a Dev, no puede discernir su origen étnico. Sin embargo, ella queda instantáneamente cautivada por su encanto y la emoción de estar con un hombre mayor y exótico. Dev lleva a Miranda al Mapparium, donde le susurra "Eres sexy". Miranda compra ropa que cree que es adecuada para una amante, pero se siente culpable porque Dev está casado. Mientras tanto, la prima de Laxmi ha sido abandonada por su marido, quien la dejó por una mujer más joven. Un día, la prima de Laxmi llega a Boston y le piden a Miranda que cuide a Rohin, el hijo de siete años de la prima. Rohin le pide a Miranda que se pruebe la ropa que compró y le explica a Miranda el dolor de su madre. Miranda decide que ella y la esposa de Dev "merecen algo mejor" y deja de ver a Dev.

### La casa de la señora Sen
Eliot, de 11 años, comienza a quedarse después de la escuela con la señora Sen, la esposa de un profesor universitario. La señora prepara la comida mientras le cuenta a Eliot historias de su vida pasada en Calcuta, lo que le ayuda a crear su identidad. Al igual que Una medida temporal, esta historia incluye listas de productos, catálogos de ingredientes y descripciones de recetas. Se pone énfasis en los ingredientes y su preparación. También se destacan otros objetos, como la colorida colección de saris de la India natal de la señora Sen. Gran parte de la trama gira en torno a la costumbre de la señora Sen de comprar pescado en un mercado de mariscos local. El pescado le recuerda  su hogar y tiene un gran significado para ella. Sin embargo, llegar al mercado de mariscos requiere conducir, una habilidad que la señora Sen no ha aprendido y se resiste a aprender. Al final de la historia, la señora Sen intenta conducir hacia el mercado sin su marido y termina en un accidente automovilístico. A partir de entonces, Eliot deja de quedarse con ella.

### Esta casa está bendecida
Sanjeev y Twinkle, una pareja de recién casados, están explorando su nueva casa en Hartford, Connecticut, que parece haber sido propiedad de cristianos fervientes. Mientras inspeccionan y arreglan la casa, comienzan a encontrar pequeñas chucherías cristianas, dejadas por los dueños anteriores. Twinkle encuentra primero una efigie de porcelana de Cristo. A Sanjeev no le gusta y le dice a Twinkle que se deshaga de ella, pero ella piensa que es bonita e incluso podría valer algo. Sanjeev le recuerda que no son cristianos. No, confirma, son hindúes. Pone la estatua de Cristo sobre la repisa de la chimenea. La historia termina cuando, durante una fiesta, Twinkle y los invitados exploran la casa. Al buscar en el ático, encuentran un busto de Cristo de plata maciza. Mientras tanto, Sanjeev, que se quedó abajo, solo, reflexiona sobre su situación y su relación con Twinkle.

### El tratamiento de Bibi Haldar
Bibi Haldar, de 29 años, sufre una misteriosa dolencia e innumerables pruebas y tratamientos no han logrado curarla. Le han dicho que se ponga de cabeza, que evite el ajo, que beba yemas de huevo con leche, que aumente y pierda peso. Los ataques que pueden ocurrir en cualquier momento la mantienen confinada en la casa de su desdeñoso primo mayor y su esposa, quienes le proporcionan las únicas comidas, una habitación y un trozo de algodón para reponer su guardarropa cada año. Bibi lleva el inventario del puesto de cosméticos de su hermano y es vigilada por las mujeres de su comunidad. Barre la tienda, preguntándose en voz alta por qué fue condenada a este destino, a estar sola y celosa de las esposas y madres que la rodean. Las mujeres llegan a la conclusión de que quiere un hombre. Cuando le muestran artefactos de sus bodas, Bibi proclama cómo será su propia boda. Bibi está inconsolable ante la perspectiva de no casarse nunca. Las mujeres intentan calmarla envolviéndola en chales, lavándole la cara o comprándole blusas nuevas. Después de un ataque particularmente violento, su primo Haldar emerge para llevarla al policlínico. Se prescribe un remedio: el matrimonio: "Las relaciones calmarán su sangre". Bibi queda encantada con esta noticia y comienza a planificar y tramar la boda y a prepararse física y mentalmente. Pero Haldar y su esposa descartan esta posibilidad. Tiene casi 30 años, dice la esposa, y no está capacitada para ser mujer: sus estudios cesaron prematuramente, no le permiten mirar televisión, no le han dicho cómo coser un sari o cómo preparar la comida. Las mujeres no entienden entonces por qué esta reticencia a casarla si es una carga para Haldar y su esposa. La esposa pregunta: ¿quién pagará la boda?
Una mañana, vestida con un sari donado, Bibi exige que Haldar la lleve a ser fotografiada para que su imagen pueda circular entre los solteros, como otras novias en espera. Haldar se niega. Él dice que ella es una pesadilla para los negocios, una carga y una pérdida. En represalia, Bibi deja de calcular el inventario de la tienda y hace circular chismes sobre la esposa de Haldar. Para calmarla, Haldar coloca un anuncio en el periódico proclamando la disponibilidad de una novia "inestable". Ninguna familia correría el riesgo. Aun así, las mujeres intentan prepararla para sus deberes de esposa. Después de dos meses sin pretendientes, Haldar y su esposa se sienten reivindicados. Las cosas no estaban tan mal cuando el padre de Bibi estaba vivo. Creó gráficos de sus ataques y escribió a médicos en el extranjero para tratar de curarla. También distribuyó información a los miembros del pueblo para que estuvieran al tanto de su condición. Pero ahora sólo las mujeres pueden cuidar de ella agradeciendo, en privado, que no sea su responsabilidad.
Cuando la esposa de Haldar queda embarazada, Bibi se mantiene alejada de ella por temor a infectar al niño. Sus platos no se lavan con los demás y le dan toallas y jabón por separado. Bibi sufre otro ataque en las orillas del estanque de peces, convulsionando durante casi dos minutos. Los maridos del pueblo la acompañan a casa para proporcionarle reposo, una compresa y una pastilla sedante. Pero Haldar y su esposa no la dejan entrar. Esa noche, Bibi duerme en el trastero. Después de un parto difícil, la esposa de Haldar da a luz a una niña. Bibi duerme en el sótano y no se le permite el contacto directo con la niña. Sufre más ataques desenfrenados. Las mujeres expresan sus preocupaciones, pero nadie las escucha. Llevan su negocio a otra parte y los cosméticos del puesto pronto caducan en sus estantes. En otoño, la hija de Haldar enferma. Se culpa a Bibi. Bibi regresa al almacén y deja de socializar y deja de buscar marido. A finales de año, Haldar se ve obligado a cerrar el negocio, hace las maletas con su familia y se muda. Deja a Bibi atrás con sólo un fino sobre de dinero en efectivo.
No hay más noticias de ellos y el servicio postal devuelve una carta escrita al único otro pariente conocido de Bibi. Las mujeres arreglan el almacén y envían a sus hijos a jugar en el tejado para alertar a otros en caso de un ataque. Por la noche, sin embargo, Bibi se queda sola. Demacrada, rodea el parapeto pero nunca abandona el tejado. En primavera, el vómito es descubierto junto a la cisterna y las mujeres encuentran a Bibi, embarazada. Las mujeres buscan rastros de agresión, pero el almacén de Bibi está ordenado. Ella se niega a decirles a las mujeres quién es el padre, y solo dice que no recuerda lo que pasó. Cerca de su catre yacía abierto un libro de contabilidad con nombres de hombres. Las mujeres la ayudan a llevar a su hijo a término y le enseñan cómo cuidarlo. Saca las viejas cremas y productos de Haldar del sótano y vuelve a abrir su tienda. Las mujeres corren la voz y pronto el puesto proporciona suficiente dinero para que Bibi críe a su hijo. Durante años, las mujeres intentaron descubrir quién había deshonrado a Bibi, pero fue en vano. El único hecho en el que estuvieron de acuerdo es que Bibi parecía estar curada.

### El tercer y último continente
El narrador vive en la India, luego se muda a Londres y finalmente a Estados Unidos. El título de esta historia revela que el narrador ha vivido en tres continentes diferentes y elige quedarse en el tercero, América del Norte. Tan pronto como llega allí, decide quedarse en la YMCA. Después de ahorrar algo de dinero, quiere mudarse a un lugar que se parezca más a un hogar. Responde a un anuncio en el periódico y acaba alojado con una anciana. Al principio, se muestra muy respetuoso y cortés con ella. El narrador no siente que le debe nada a la anciana y no hace todo lo posible por ella. Su actitud cambia cuando descubre que la anciana tiene ciento tres años. Se vuelve más cariñoso y se sorprende de que esta anciana haya vivido tanto. Debido a su edad la mujer no está acostumbrada a los tiempos modernos en los que se desarrolla la historia. El narrador, al igual que la anciana, no solo no está acostumbrado a los tiempos en Estados Unidos, sino tampoco a Estados Unidos en general. Esto ayuda al narrador a sentirse más cómodo en su nuevo entorno. Después de alojarse con la anciana durante unas seis semanas se apega a ella.
Una vez que su esposa, con quien estaba previsto que se casara de antemano, llega a Estados Unidos, decide mudarse a una casa más grande. Después de vivir con su esposa durante un tiempo y aprender a conocerla, pronto descubre que la anciana con la que una vez vivió ahora está muerta. Esto le duele porque fue la primera persona en Estados Unidos por la que sientió algo. Después de la muerte de la mujer, él se siente más cómodo con su esposa, no porque la mujer haya muerto sino por el tiempo que pasa con su esposa. Al igual que su relación con la anciana, cuanto más tiempo pasa con una persona, más cercano se vuelve a ella. Después de un tiempo, el narrador se enamora de su esposa y recuerda con frecuencia a la anciana con la que alguna vez vivió.

## Recepción
Intérprete de emociones fue elogiada en diversas publicaciones. Michiko Kakutani del New York Times elogia a Lahiri por su estilo de escritura, citando su "elegancia y aplomo poco comunes".  Time aplaudió la colección por "iluminar el significado completo de las relaciones breves: con amantes, amigos de la familia, aquellos que se conocieron en viajes".  Ronny Noor afirma: "El valor de estas historias, aunque algunas de ellas están construidas de manera vaga, radica en el hecho de que trascienden las fronteras confinadas de la experiencia de los inmigrantes para abarcar cuestiones milenarias más amplias que, en palabras de Ralph Waldo Emerson, están 'elaboradas'. en el molde de estos nuevos tiempos que redefinen a Estados Unidos". 
Noelle Brada-Williams señala que la literatura indio-estadounidense está subrepresentada y que Lahiri intenta deliberadamente dar una visión diversa de los indios americanos para no tildar al grupo en su conjunto. También sostiene que Intérprete de emociones no es sólo una colección de cuentos aleatorios que tienen componentes comunes, sino un " ciclo de cuentos " en el que los temas y motivos están conectados intencionalmente para producir un efecto acumulativo en el lector: "... una mirada más profunda revela el uso intrincado de patrones y motivos para unir las historias, incluidos temas recurrentes de las barreras y oportunidades para la comunicación humana, incluidas las relaciones matrimoniales, extramatrimoniales y entre padres e hijos y la dicotomía del cuidado; y abandono." 
Ketu H. Katrak interpreta Intérprete de emociones como un reflejo del trauma de la autotransformación a través de la inmigración, que puede dar lugar a una serie de identidades rotas que forman "múltiples anclajes". Las historias de Lahiri muestran la lucha de la diáspora por mantener la cultura a medida que los personajes crean nuevas vidas en culturas extranjeras. Las relaciones, el lenguaje, los rituales y la religión ayudan a estos personajes a mantener su cultura en un nuevo entorno incluso mientras construyen una "realización híbrida" como asiático-americanos. 
Laura Anh Williams considera que las historias resaltan el tema femenino de la diáspora frecuentemente omitido. A través de los alimentos que comen y las formas en que los preparan y comen, las mujeres de estas historias utilizan métodos alimentarios para construir su propia subjetividad racializada única y engendrar agencia. Williams señala la capacidad de la comida en la literatura para funcionar autobiográficamente y, de hecho, Intérprete de emociones refleja las propias experiencias familiares de Lahiri. Lahiri recuerda que para su madre cocinar "era su jurisdicción. También era su secreto". Para personas como la madre de Lahiri, cocinar construye un sentido de identidad, interrelación y hogar que es simultáneamente comunitario y, sin embargo, también muy personal.  
Ilya Trojanow se muestra cautivado por la primera historia, pero decepcionado con las siguientes. Opina que las historias que tienen lugar en Calcuta no ofrecen mucho: le parecen demasiado suaves, "demasiado controladas, desapasionadas", con un poco de "encanto exótico", pero por lo demás no muy interesantes. En su opinión, la autora fracasa en muchos de sus cuentos por su pretensión de "crear un mundo entero a partir de unos pocos trazos". Muchas veces las historias terminan siendo irrelevantes, dice Trojanow, lo que para él se debe sobre todo a que Lahiri no arriesga lo suficiente. Se basa demasiado en la "red de seguridad de la convención estadounidense de cuentos" y evita cualquier cosa sorprendente o irritante. 